# Teliani Valley
Teliani Valley (englisch; georgisch თელიანი ველი) ist ein 1997 privatisiertes Weingut in Georgien. 
Teliani Valley hat die Rechtsform einer Aktiengesellschaft, wobei die Teilhaber Georgier sind. Betriebsleiter ist der Chef-Önologe George Dakischwili, der in Odessa Önologie studierte und dann bei dem Staatsweingut Zinandali beschäftigt war.

## Geschichte
Die Geschichte der Weinkellerei geht auf das 19. Jahrhundert zurück, als der Bruder des Zaren, Michail Michailowitsch Romanow, auf dem Gelände eines alten Weinkellers einen moderne neue Weinkellerei errichten ließ. In den 1880er Jahren wurde ein Önologe aus Bordeaux, Antoin Mossano, in der Weinkeller beschäftigt. Mossano blieb 9 Jahre lang in Georgien und war der erste Winzer, der mit einer Cuvée aus georgischen und europäischen Rebsorten experimentierte sowie neue Weinbereitungstechniken einführte. Auf Mossano geht der Anbau zahlreicher französischer Rebsorten in Georgien zurück.

## Önologische Methoden

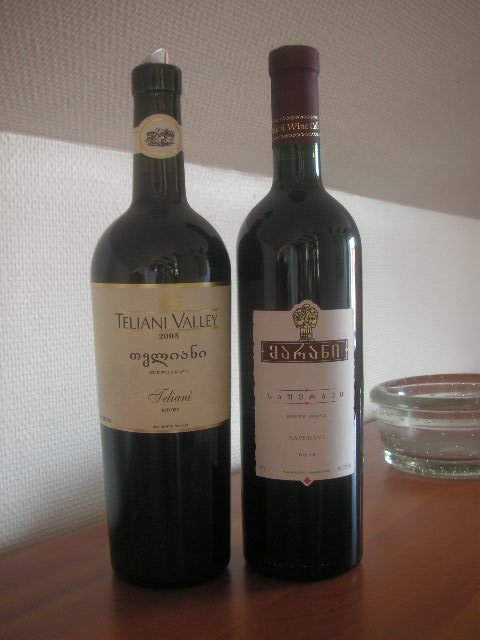
Georgischer Rotwein

Wie auch bei den anderen Kellereien üblich, wendet der Kellermeister bei der Rotweinbereitung die önologischen Methoden der Überflutung, des Tauchens und Rührens an. Dies ermöglicht es, später durch Verschneiden der unterschiedlichen Rotweintypen die vom Markt gewünschten Weinstile hervorzubringen. Die Technik für diese Methoden ist teilweise neu und kommt aus Italien. Ältere Stahltanks kamen aus der befreundeten Deutschen Demokratischen Republik, die einst rege Handelsbeziehungen zu Georgien hatte.
Der Betrieb investiert in eine moderne neue Abfüllanlage mit höherer Leistung in einem neuen Kellereigebäude. Der Umzug soll bis Mitte des Jahres 2006 abgeschlossen sein. 2005 wurden erstmals 30 ha eigene Fläche gepflanzt.

## Marktposition
Bis 2005 war Teliani eine reine Kellerei mit Traubenzukauf. 2015 lag der Wein-Umsatz bei ca. 15 Millionen Lari. Exportiert wird in die Ukraine, nach Russland, in die Baltischen Staaten, nach Belarus, Kasachstan, Polen und in die USA. Lediglich 5 % der Teliani Weine werden im Heimatmarkt Georgien konsumiert. Teliani Valley gehört mit Telavi Wine Cellars, Kakheti Traditional Winemaking, Badagoni und Tbilvino zu den marktdominierenden Kellereien des Landes.
Das Tochterunternehmen Global Beer Georgia ist eine Brauerei, die knapp 20 % Marktanteil in Georgien aufweist.

## Auszeichnungen
Die Kellerei kann einen stabilen track record bei den Auszeichnungen des britischen Weinmagazins Decanter, Mundus Vini, sowie der International Wine and Spirit Competition (IWSC) und International Wine Challenge vorweisen.
2019 gewann ein Wein von Teliani Valley die höchste Auszeichnung „Best in show“ bei den Decanter World Wine Awards.